# جيهان العلي
جيهان فؤاد حسين العلي ، (1966-) وهي خبيرة تجميل، ومصممة مجوهرات لبنانية.

## الحياة الشخصية
ولدت جيهان فؤاد حسين العلي بتاريخ (13 مايو 1966) في مدينة الكويت ، وهي متزوجة من المطرب اللبناني راغب علامة منذ 18 يناير 1996 ولهما ولدان خالد (ولد في 1997) ولؤي (ولد في 2001).توفي والدها فؤاد حسين العلي في 19 سبتمبر 2017. 